# Monte di Portofino
Il monte di Portofino è il monte più elevato del promontorio di Portofino, e fa parte dell'Appennino Ligure.
Sulla vetta vi è il centro trasmittente della Rai inaugurato il 20 settembre del 1953.

## Geografia
Il monte di Portofino è alto 610 m ed è interamente compreso nel Parco naturale regionale di Portofino. Si trova al confine tra i comuni di Camogli e Santa Margherita Ligure.

## Ambiente
La flora del monte è tipica della macchia mediterranea, fra le specie presenti vi è la felce aquilina, il rovo comune e salsapariglia nostrana; la fauna è costituita da faina, volpe, ghiro, donnola, riccio, scoiattolo, talpa, pipistrello, e fra gli uccelli il picchio verde, l'usignolo, il gheppio, il barbagianni e la civetta.
Il 29 novembre 2009 è stata richiesta l'inclusione del monte di Portofino tra i Patrimoni dell'Umanità dell'UNESCO.